# Liste von Sakralbauten in Nordmazedonien
Die folgenden Listen stellen eine Übersicht der Sakralbauten in Nordmazedonien dar. Dabei wird zwischen christlich-orthodoxen, islamischen und katholischen Sakralbauten unterschieden. Diese Listen der Gotteshäuser in Nordmazedonien sind chronologisch geordnet.

## Christlich-orthodoxe Sakralbauten
| Name                                   | Bild              | Ort                                        | Bauzeit   | Bemerkungen |
| -------------------------------------- | ----------------- | ------------------------------------------ | --------- | --- |
| Kloster St. Naum                       | Aufnahme von 2010 | bei Ljubaništa, Opština Ohrid, am Ohridsee | 905       | Das von dem Heiligen Naum gegründete Kloster besitzt heute keinen Konvent mehr. |
| Kirche St. Kliment und St. Panteleimon | Aufnahme von 2014 | antike Ausgrabungsstätte Plaošnik in Ohrid | vor 906   | Die Kirche wurde im 15. und 16. Jahrhundert als Moschee genutzt. Im 17. Jahrhundert war sie aber bereits eine Ruine – während angrenzend eine Moschee errichtet wurde. Im Jahr 2000 wurde diese Moschee zerstört und zwischen 2000 und 2002 die Kirche wiederaufgebaut. |
| Sophienkirche                          | Aufnahme von 2011 | Altstadt von Ohrid                         | 1037–1056 | Die Hagia-Sophia-Kirche wurde von Leo I. von Ohrid auf dem Fundament einer frühchristlichen Kirche erbaut, sie wurde zwischen 1385 oder 1408 und 1913 als Moschee genutzt.                                                                                              |
| Kirche St. Panteleimon                 | Aufnahme von 2007 | in Gorno Nerezi, Opština Karpoš (Skopje)   | 1164      | St. Panteleimon wurde von Alexios Angelos Komnenos, dem Enkel des byzantinischen Kaisers Alexios I., erbaut. |
| Muttergotteskirche                     | Aufnahme von 2014 | Opština Centar, Skopje                     | 1809–1835 | Das Gotteshaus wurde 1874 Sitz des ersten (bulgarisch-orthodoxen) Eparchen der Eparchie Skopje, als das Osmanische Reich die Religionsgesetze gelockert hatte. |
| Verkündigung des Herrn                 | Aufnahme von 2014 | Prilep                                     | 1838      | Die Kirche wurde während der Bulgarischen Wiedergeburt gebaut. |
| Kliment-von-Ohrid-Kirche               | Aufnahme von 2009 | Opština Centar, Skopje                     | 1972–1990 | Der Sakralbau ist der größte der Mazedonisch-Orthodoxen Kirche. |

## Islamische Sakralbauten
| Name                   | Bild                             | Ort                  | Bauzeit | Bemerkungen |
| ---------------------- | -------------------------------- | -------------------- | ------- | --- |
| Sultan-Murad-Moschee   | Aufnahme von 2012                | Opština Čair, Skopje | 1436    | Neben der von Sultan Murad II. gestifteten Moschee steht der Uhrturm von Skopje.                                                  |
| Bunte Moschee          | Aufnahme von 2009                | Opština Čair, Skopje | 1438    | Bis zum Erdbeben von 1963 war die Moschee reich mit Arabesken, Ornamenten und Kalligrafie verziert, wovon auch ihr Name herrührt. |
| Bunte Moschee          | Aufnahme von 2008                | Altstadt von Tetovo  | 1438    | Im Sahn der Moschee steht eine bis heute genutzte Madrasa.                                                                        |
| Kreuzmoschee           | Aufnahme wahrscheinlich von 2009 | Ohrid                | 1466    | Sie ist die älteste Moschee der Stadt und wohl die einzige Nordmazedoniens mit einem angedeuteten Kreuz auf ihrer Minarettspitze. |
| Isa-Bey-Moschee        | Aufnahme von 2010                | Opština Čair, Skopje | 1475    | Das mit einem großen Marmor-Portikus versehene Gotteshaus wurde von Isa-Beg Ishaković errichtet.                                  |
| Mustafa-Pascha-Moschee | Aufnahme von 2015                | Opština Čair, Skopje | 1492    | Neben der Moschee mit dem 47 Meter hohen Minarett steht die Türbe des Erbauers Çoban Mustafa Pascha.                              |
| Neue Moschee           | Aufnahme von 2011                | Altstadt von Bitola  | 1558    | Heute ist darin eine Galerie untergebracht.                                                                                       |
| Tekke-Moschee          | Aufnahme von 2014                | Altstadt von Ohrid   | 1564    | 1590 wurde eine Tekke des Halveti-Ordens gegründet.                                                                               |
| Ali-Pascha-Moschee     | Aufnahme von 2022                | Altstadt von Ohrid   | 1573    | Die Freitagsmoschee liegt im von der UNESCO als Weltkulturerbe geschützten historischen Stadtkern von Ohrid.                      |

## Katholische Sakralbauten
Römisch-katholische Kirche
| Name                                   | Bild              | Ort                    | Bauzeit | Bemerkungen |
| -------------------------------------- | ----------------- | ---------------------- | ------- | --- |
| Konkathedrale des heiligen Herzen Jesu | Aufnahme von 2006 | Altstadt von Bitola    | 1857    | Das heutige Gebäude wurde 1909 durch französische Lazaristen unter Juan Jose Lepavek erbaut.                                |
| Kathedrale des heiligen Herzen Jesu    | Aufnahme von 2013 | Opština Centar, Skopje | 1977    | Ersetzte die beim Erdbeben von 1963 zerstörte Kirche gleichen Namens an der Stelle des heutigen Mutter-Teresa-Gedenkhauses. |

Mazedonische Griechisch-katholische Kirche
| Name                                             | Bild              | Ort      | Bauzeit | Bemerkungen                                      |
| ------------------------------------------------ | ----------------- | -------- | ------- | ------------------------------------------------ |
| Kathedrale der Himmelfahrt der Heiligen Jungfrau | Aufnahme von 2019 | Strumica | 1925    | Der Kirchenalter ist reich mit Fresken verziert. |